# Culicoides luglani
Culicoides luglani är en tvåvingeart som beskrevs av Jones och Wirth 1958. Culicoides luglani ingår i släktet Culicoides och familjen svidknott. Inga underarter finns listade i Catalogue of Life.